# Гарольд Болінгброк Муді
Гарольд Болінгброк Муді (англ. Harold Bolingbroke Mudie; 1880—1916) — британський есперантист, перший президент Всесвітньої асоціації есперанто.

## Біографія
Народився в Лондоні, вивчив есперанто в 1902 році, прочитавши про нову планову мову в журналі «Review of Reviews», який видавав В. Т. Стід. У листопаді 1903 року Г. Муді, за фінансової підтримки Стіда, заснував газету есперантистів, яка зуміла стати прибутковою. У січні 1906 року ця газета була об'єднана із журналом «Британський есперантист», і Муді увійшов до складу об'єднаної редколегії.
Був рішучим прихильником перекладу Нового Завіту мовою есперанто. Активно виступав за розвиток і поширення есперанто в інших країнах, був незмінним учасником ряду Всесвітніх конгресів есперантистів.
У 1907 році, разом із Джорджем Каннінгемом і Джоном Полленом, займався підготовкою 3-го всесвітнього конгресу есперантистів у Кембриджі. У 1908 році, при створенні Всесвітньої асоціації есперанто (UEA), Едуард Штеттлер запропонував кандидатуру Муді на пост президента UEA за його блискучі ораторські здібності. Гарольд Муді займав пост президента UEA до своєї загибелі в 1916 році. Крім того, він був обраний спочатку віце-президентом, а з 1912 по 1916 роки — президентом асоціації есперанто Великої Британії. Г. Муді також був членом Мовного Комітету (есп. Lingva Komitato) — попередника нинішньої Академії есперанто.
Після початку Першої світової війни Г.Муді поступив на військову службу і швидко став капітаном.
У січні 1916 року загинув в автомобільній аварії у Франції.